# Площа Республіки (Сімферополь)
Площа Республіки (крим. Cumhuriyet meydanı) — площа Сімферополя, в Центральному районі міста.
Розташована по вулиці Карла Маркса, перед будівлею Верховної Ради Автономної Республіки Крим, між вулицями Сєрова та Жуковського.
На площі знаходяться два фонтани.

## Історія
Площа отримала свою назву 10 квітня 2013 року, за рішенням міської ради Сімферополя. Тоді ж мер міста Віктор Агєєв нагадав, що сквер Перемоги, прилеглий до новоназваної площі Республіки, упорядковують до Дня визволення міста від німецьких загарбників.
25 лютого 2014 року на площі під будівлею кримської Верховної Ради відбувся проросійський мітинг, а 26 лютого — проукраїнський мітинг, організований Меджлісом кримськотатарського народу, рухом «Євромайдан Крим» та іншими проукраїнськими організаціями, котрий зібрав до 10 тисяч учасників.